# Tage Siboni
Tage Siboni (født 1959) er en københavnsk advokat med møderet for højesteret. Tidligere vicedirektør i fødevarestyrelsen.
Han er kendt som advokat for nu afdøde Jørn Ege, hvor Siboni i et tilfælde fik Ege frikendt for at foretage for kraftige fedtsugninger.
Desuden advokat for Peter Lundin, hvor han dog ikke fik DR dømt for indiskretion.
Ellers har han hovedsageligt ført sager, hvor der kræves ekspertise i EU-ret og landbrug. I 2019 vandt advokatfirma Siboni ved Retten på Frederiksberg en erstatningssag mod Frederiksberg kommune vedrørende ulovlig tvangsanbringelse af et barn, hvilke førte til en større oprydning i kommunens administration af området.[kilde mangler] Har fået medhold ved Højesteret i forskellige principielle sager: U2017.603H, U2018.805/2H, U2021.1301H og U2023.878H, sidstnævnte vedr. omfanget af den retlige prøvelse af administrativ frihedsberøvelse i psykiatrien efter Grundlovens § 71.
Tage Siboni er forfatter til romanerne Generalens erindringer 2049 (2006) og Jeg er dronning af et andet Danmark (2016). Sammen med Dorte Wier har han skrevet "Ansættelsesret". Tidligere suppleant til Frederiksberg Byråd for SF (sad i byrådet en periode i 2013) og Ridder af Dannebrog.
Gift med Charlotte siden 1994, deres børn: Louise (f.1982), Sofie (f. 1985), Nicole (f. 1990), Malene (f. 1994), Ulrik (f. 1997).
2020-2024 drev han sammen med sin familie Galleri Stendhal, Gl. Kongevej 127, 1850 Frederiksberg med moderne og ældre kunst (nu kun på nettet).